# Asia Artist Awards
Asia Artist Awards (hangeul : 아시아 아티스트 어워즈 ; aussi abrégé AAA) est une cérémonie de remise de prix organisée par le journal sud-coréen spécialisé en divertissement StarNews, et sponsorisé par sa société mère MoneyToday. Elle honore les réalisations des artistes sud-coréens et asiatiques à travers la musique, le cinéma et la télévision.
La cérémonie inaugurale a eu lieu le 16 novembre 2016 au Hall of Peace de l'Université Kyung Hee à Séoul, et a été diffusée en direct par satellite dans toute l'Asie.
La cérémonie est connue pour décerner un très grand nombre de récompenses, ce qui suscite parfois des critiques et des remises en question sur la crédibilité et le prestige de l'événement.

## Grands Prix

### Musique
| Année | Artiste de l'année | Album de l'année       | Chanson de l'année        | Performance de l'année    | Stage de l'année |
| ----- | ------------------ | ---------------------- | ------------------------- | ------------------------- | ---------------- |
| 2016  | EXO                | -                      | -                         | -                         | -                |
| 2017  | EXO                | -                      | -                         | -                         | -                |
| 2018  | BTS                | -                      | -                         | -                         | -                |
| 2019  | Twice              | An Ode de Seventeen    | Umpah Umpah de Red Velvet | GOT7                      | -                |
| 2020  | Twice              | Resonance Pt. 1 de NCT | Dynamite de BTS           | GOT7                      | Monsta X         |
| 2021  | Seventeen          | Sticker de NCT 127     | Butter de BTS             | Thunderous par Stray Kids | aespa            |
| 2022  | Seventeen          | Maxident de Stray Kids | Love Dive de IVE          | Attention par NewJeans    | Lim Young-woong  |
| 2023  | NewJeans           | FML de Seventeen       | Ditto de NewJeans         | Fighting par BSS          | Stray Kids       |
| 2024  | NewJeans           | Fourever de Day6       | Apt. de Rosé & Bruno Mars | Crazy par Le Sserafim     | NCT 127          |

### Télévision / Film
| Année | Acteur de l'année | Acteur de l'année - TV | Acteur de l'année - Film |
| ----- | ----------------- | ---------------------- | ------------------------ |
| 2016  | Jo Jin-woong      | -                      | -                        |
| 2017  | Kim Hee-sun       | -                      | -                        |
| 2018  | Lee Byung-hun     | -                      | -                        |
| 2019  | Jang Dong-gun     | -                      | -                        |
| 2020  | -                 | Kim Soo-hyun           | Lee Jung-jae             |
| 2021  | Lee Jung-jae      | Lee Seung-gi           | Yoo Ah-in                |
| 2022  | Lee Jun-ho        | -                      | -                        |
| 2023  | Lee Jun-ho        | -                      | -                        |
| 2024  | Kim Soo-hyun      | -                      | -                        |

## Autres récompenses

### Meilleurs artistes
| Année | Musique | Télévision / Film |
| ----- | --- | --- |
| 2016  | BTS / Twice | Park Hae-jin / Park Shin-hye                                                                                             |
| 2017  | Seventeen | Nam Goong-min / Park Hae-jin / Im Yoon-ah                                                                                |
| 2018  | Twice / Wanna One / Seventeen                                                                                       | Ha Jeong-woo |
| 2019  | Zico | Im Yoon-ah / Park Min-young                                                                                              |
| 2020  | NCT 127 / Mamamoo                                                                                                   | Lee Joon-gi / Seo Yea-ji                                                                                                 |
| 2021  | BamBam / Brave Girls / Enhypen                                                                                      | Jeon Yeo-been / Han So-hee                                                                                               |
| 2022  | Itzy / The Boyz / The Rampage from Exile Tribe                                                                      | Han So-hee / Park Min-young / Seo In-guk                                                                                 |
| 2023  | IVE / Le Sserafim / AKMU / Itzy / The Boyz / SB19                                                                   | Kentaro Sakaguchi / Kim Seon-ho / Kim Ji-hoon                                                                            |
| 2024  | Day6 / aespa / NewJeans / IVE / Kiss of Life / NCT 127 / Zerobaseone / Le Sserafim / Suho / Bibi / TWS / WayV / BUS | Park Min-young / Kim Hye-yoon / Joo Won / Ryu Jun-yeol / Kentaro Sakaguchi / Kim Soo-hyun / Byeon Woo-seok / Ahn Bo-hyun |

### Meilleurs nouveaux artistes
| Année | Musique                                   | Télévision / Film             |
| ----- | ----------------------------------------- | ----------------------------- |
| 2016  | Blackpink / NCT 127                       | Nana / Ryu Jun-yeol           |
| 2017  | Wanna One / Pristin / Kard                | Ahn Hyo-seop / Jung Chae-yeon |
| 2018  | Iz*One / Stray Kids / (G)I-dle / The Boyz | Kim Da-mi / Jang Ki-yong      |
| 2019  | Itzy / TXT / AB6IX                        | Ong Seong-wu                  |
| 2020  | Treasure / Secret Number                  | Lee Jae-wook / Han So-hee     |
| 2021  | aespa / Enhypen                           | Lee Do-hyun                   |
| 2022  | IVE / NewJeans / Le Sserafim              | Seo Bum-june / Kang Daniel    |
| 2023  | Zerobaseone                               | Moon Sang-min / Lee Eun-saem  |
| 2024  | TWS / Qwer                                | Jang Da-ah                    |

### Autres artistes primés
| Année | Artiste  | Catégorie              | Distinction |
| ----- | -------- | ---------------------- | ----------- |
| 2016  | Twice    | Best Artist Award      | Lauréat     |
| 2017  | Astro    | New Wawe Award         | Lauréat     |
| 2018  | Fromis 9 | Rising Award           | Lauréat     |
| 2018  | D-Crunch | Focus Award            | Lauréat     |
| 2019  | TXT      | Rookie of the year     | Lauréat     |
| 2020  | Treasure | Rookie of the year     | Lauréat     |
| 2021  | T1419    | Potential Singer Award | Lauréat     |